# Doxocopa inumbrata
Doxocopa inumbrata är en fjärilsart som beskrevs av Hans Fruhstorfer 1907. Doxocopa inumbrata ingår i släktet Doxocopa och familjen praktfjärilar. Inga underarter finns listade i Catalogue of Life.